# Цеендер, Август-Фридрих
А́вгуст-Фри́дрих Це́ендер (нем. August-Friedrich Zehender, 28 апреля 1903, Ален, Баден-Вюртемберг — 11 февраля 1945, Будапешт), командир 22-й добровольческой кавалерийской дивизии СС «Мария Терезия», бригадефюрер СС и генерал-майор войск СС. Награждён Рыцарским крестом с Дубовыми Листьями.

## Биография
Август-Фридрих Цеендер родился 28 апреля 1903 года в городе Ален близ Вюртемберга в семье железнодорожного работника.
В 1918 году Цеендер пошёл в армию, обучался в школе унтер-офицеров в Эльвангене. В 1920 году Августа-Фридриха приписали к 25-му охранному полку в Швебиш Гмюнде.
В 1935 году Цеендер вступил в СС (билет № 224 219) и в этом же году стал членом НСДАП (билет № 4 263 133). Тогда же новым местом службы Августа-Фридриха стал 3-й батальон полка СС Германия в Эльвангене, где он стал командиром взвода в пулемётной роте. Через несколько лет Цеендер стал командиром 4-й пулемётной роты в том же полку. После своего повышения в звании до штурмбаннфюрера, Август-Фридрих был назначен командиром мотоциклетного батальона в 2-й танковой дивизии СС «Рейх». В это время он служил в компании таких командиров, как Вильгельм фон Кмент, Фриц Клингенберг и Кристиан Тихсен.
В конце июня 1941 года Цеендер был тяжело ранен на Восточном фронте, после лечения переведён в Кавалерийскую бригаду СС.
В январе 1943 года полк Августа-Фридриха вёл бои за стратегически важный населённый пункт Холомидина, занял его, отразил несколько ожесточённых атак противника и, контратаковав, продвинулся ещё дальше вглубь территории, удерживаемой советскими войсками. Командование отметило офицера СС за эти действия — Цеендер был повышен в звании до оберштурмбаннфюрера и награждён Рыцарским крестом 10 марта 1943 года.
Весной 1944 года Август-Фридрих принял командование 22-й добровольческой кавалерийской дивизии СС «Мария Терезия», с которой принял участие в боях близ Будапешта.
4 февраля 1945 года Цеендер был награждён Дубовыми Листьями к своему Рыцарскому кресту. Через неделю, 11 февраля, он был убит в бою.

## Награды
- Знак «За ранение»
- Нагрудный штурмовой пехотный знак
- Железный крест (1939) 2-го и 1-го класса
- Рыцарский крест с Дубовыми Листьями
  - Рыцарский крест (10 марта 1943)
  - Дубовые Листья (№ 722) (1 февраля 1945)